# New Soil
New Soil è un album di Jackie McLean, pubblicato dalla Blue Note Records nell'agosto del 1959.

## Tracce
Lato A
1. Hip Strut – 11:15 (Jackie McLean)
2. Minor Apprehension – 7:30 (Jackie McLean)

Durata totale: 18:45
Lato B
1. Greasy – 7:20 (Walter Davis Jr.)
2. Sweet Cakes – 6:41 (Walter Davis Jr.)
3. Davis Cup – 5:25 (Walter Davis Jr.)

Durata totale: 19:26
Edizione CD del 1988, pubblicato dalla Blue Note Records (CDP 7 84013 2)
1. Hip Strut – 11:15 (Jackie McLean)
2. Minor Apprehension – 7:30 (Jackie McLean)
3. Greasy – 7:20 (Walter Davis Jr.)
4. Sweet Cakes – 6:41 (Walter Davis Jr.)
5. Davis Cup – 5:25 (Walter Davis Jr.)
6. Formidable – 6:13 (Walter Davis Jr.) – Bonus Track

Durata totale: 44:24

## Musicisti
- Jackie McLean - sassofono alto
- Walter Davis Jr. - pianoforte
- Donald Byrd - tromba
- Paul Chambers - contrabbasso
- Pete La Roca - batteria